# România la Jocurile Olimpice de iarnă din 1980
România a participat la Jocurile Olimpice de iarnă din 1980 cu 35 sportivi care au concurat la 4 sporturi (bob, hochei pe gheață, patinaj viteză și sanie).

## Participarea românească
România a trimis la Lake Placid o delegație formată din 35 sportivi (33 bărbați și 2 femei), care au concurat la 4 sporturi cu 9 probe (8 masculine și 1 feminină). La această ediție s-a înregistrat prima participare la o olimpiadă de iarnă a unor reprezentanți ai României în probele de patinaj viteză și sanie.
Echipa masculină de hochei pe gheață a României s-a calificat la Jocurile Olimpice după ce a obținut locul 3 la turneul de calificare de la Galați, unde au mai participat Austria, China, Danemarca, Elveția, Norvegia, Olanda, RDG, Japonia și Ungaria. Pentru faptul că s-au calificat la olimpiadă, membrii echipei de hochei au primit câte 4.000 de lei fiecare (o sumă importantă la acea vreme). Echipa de hochei a locuit la Lake Placid într-un penitenciar, care abia fusese construit și nu era încă inaugurat. 
Cele mai bune rezultate obținute de delegația României au fost locurile 8 obținute de echipa masculină de hochei și de echipa de bob - 4 persoane România I. 
Echipa de hochei pe gheață a României a evoluat în grupa B, alături de Suedia, SUA, Cehoslovacia, Germania Federală și Norvegia. Primul meci desfășurat a fost victoria cu 6-4 împortiva RFG-ului, în care Doru Tureanu a marcat patru goluri, fiind declarat cel mai bun hocheist al zilei la Jocurile Olimpice. După această victorie, au urmat înfrângerile în fața Suediei (0-8), Cehoslovaciei (2-7) și SUA (2-7), SUA obținând medalia de aur, iar Suedia medalia de bronz. Ultimul meci a fost egalul cu Norvegia (3-3), echipa României terminând pe locul 4 și necalificându-se în faza superioară, unde au acces doar echipele plasate pe primele două locuri. În clasamentul final, echipa României s-a clasat pe locul 8.
Echipajele de bob au obținut și ele rezultate bune. Bobul de 4 persoane România I s-a clasat pe locul 8, iar cel de 2 persoane România I pe locul 11. Cei trei patinatori de viteză: Andrei Erdely, Vasile Cocoș și Jenei Dezideriu au ocupat poziții între 20 și 33. La aceste jocuri olimpice, a avut loc prima participare românească în probele de sanie. Aici au concurat singurele două sportive române participante la olimpiadă, ocupând locurile 20 și 21..
La această ediție a Jocurilor Olimpice, România nu a obținut niciun punct în clasamentul pe națiuni.

## Bob
| Sportiv                                                            | Probă                | Rezultat | Rezultat | Rezultat | Rezultat | Rezultat        | Rezultat |
| Sportiv                                                            | Probă                | Manșa 1  | Manșa 2  | Manșa 3  | Manșa 4  | Total           | Loc      |
| ------------------------------------------------------------------ | -------------------- | -------- | -------- | -------- | -------- | --------------- | -------- |
| Dragoș Panaitescu Gheorghe Lixandru                                | România I (Bob-2 m)  | 1.03,99  | 1.04,30  | 1.03,75  | 1.04,00  | 4.16,04 (+6,68) | 11       |
| Constantin Iancu Constantin Obreja                                 | România II (Bob-2 m) | 1.04,58  | 1.04,52  | 1.04,76  | 1.04,77  | 4.18,63 (+9,27) | 18       |
| Dragoș Panaitescu Dorel Cristudor Sandu Mitrofan Gheorghe Lixandru | România I (Bob-4 m)  | 1.01,42  | 1.01,32  | 1.00,61  | 1.01,33  | 4.04,68 (+4,76) | 8        |
| Constantin Iancu Ion Duminicel Doru Frîncu Constantin Obreja       | România I (Bob-4 m)  | 1.01,85  | 1.02,16  | 1.01,74  | 1.01,76  | 4.07,51 (+7,59) | 14       |

## Hochei pe gheață

### Masculin
| Echipa | Meciuri           | Meciuri                                   | Rezultate | Loc |
| --- | ----------------- | ----------------------------------------- | --------- | --- |
| Valerian Netedu (portar) Gheorghe Huțan (portar) Mihail Lucian Popescu (apărător) Ion Berdilă (apărător) Șandor Gal (apărător) Elöd Antal (apărător) Istvan Antal (apărător) Doru Moroșan (apărător) George Justinian (apărător) Doru Tureanu (înaintaș) Dumitru Axinte (înaintaș) Marian Costea (înaintaș) Constantin Nistor (înaintaș) Alexandru Hălăucă (înaintaș) Laszlo Solyom (înaintaș) Bela Nagy (înaintaș) Traian Cazacu (înaintaș) Adrian Olenici (înaintaș) Marian Pisaru (înaintaș) Zoltan Nagy (înaintaș) Ștefan Ionescu (antrenor) | grupa B:          | grupa B:                                  | grupa B:  | 8   |
| Valerian Netedu (portar) Gheorghe Huțan (portar) Mihail Lucian Popescu (apărător) Ion Berdilă (apărător) Șandor Gal (apărător) Elöd Antal (apărător) Istvan Antal (apărător) Doru Moroșan (apărător) George Justinian (apărător) Doru Tureanu (înaintaș) Dumitru Axinte (înaintaș) Marian Costea (înaintaș) Constantin Nistor (înaintaș) Alexandru Hălăucă (înaintaș) Laszlo Solyom (înaintaș) Bela Nagy (înaintaș) Traian Cazacu (înaintaș) Adrian Olenici (înaintaș) Marian Pisaru (înaintaș) Zoltan Nagy (înaintaș) Ștefan Ionescu (antrenor) | 12 februarie 1980 | R.S. România - RFG                        | 6 - 4     | 8   |
| Valerian Netedu (portar) Gheorghe Huțan (portar) Mihail Lucian Popescu (apărător) Ion Berdilă (apărător) Șandor Gal (apărător) Elöd Antal (apărător) Istvan Antal (apărător) Doru Moroșan (apărător) George Justinian (apărător) Doru Tureanu (înaintaș) Dumitru Axinte (înaintaș) Marian Costea (înaintaș) Constantin Nistor (înaintaș) Alexandru Hălăucă (înaintaș) Laszlo Solyom (înaintaș) Bela Nagy (înaintaș) Traian Cazacu (înaintaș) Adrian Olenici (înaintaș) Marian Pisaru (înaintaș) Zoltan Nagy (înaintaș) Ștefan Ionescu (antrenor) | 14 februarie 1980 | R.S. România - Suedia                     | 0 - 8     | 8   |
| Valerian Netedu (portar) Gheorghe Huțan (portar) Mihail Lucian Popescu (apărător) Ion Berdilă (apărător) Șandor Gal (apărător) Elöd Antal (apărător) Istvan Antal (apărător) Doru Moroșan (apărător) George Justinian (apărător) Doru Tureanu (înaintaș) Dumitru Axinte (înaintaș) Marian Costea (înaintaș) Constantin Nistor (înaintaș) Alexandru Hălăucă (înaintaș) Laszlo Solyom (înaintaș) Bela Nagy (înaintaș) Traian Cazacu (înaintaș) Adrian Olenici (înaintaș) Marian Pisaru (înaintaș) Zoltan Nagy (înaintaș) Ștefan Ionescu (antrenor) | 16 februarie 1980 | R.S. România - Cehoslovacia               | 2 - 7     | 8   |
| Valerian Netedu (portar) Gheorghe Huțan (portar) Mihail Lucian Popescu (apărător) Ion Berdilă (apărător) Șandor Gal (apărător) Elöd Antal (apărător) Istvan Antal (apărător) Doru Moroșan (apărător) George Justinian (apărător) Doru Tureanu (înaintaș) Dumitru Axinte (înaintaș) Marian Costea (înaintaș) Constantin Nistor (înaintaș) Alexandru Hălăucă (înaintaș) Laszlo Solyom (înaintaș) Bela Nagy (înaintaș) Traian Cazacu (înaintaș) Adrian Olenici (înaintaș) Marian Pisaru (înaintaș) Zoltan Nagy (înaintaș) Ștefan Ionescu (antrenor) | 18 februarie 1980 | R.S. România - Statele Unite ale Americii | 2 - 7     | 8   |
| Valerian Netedu (portar) Gheorghe Huțan (portar) Mihail Lucian Popescu (apărător) Ion Berdilă (apărător) Șandor Gal (apărător) Elöd Antal (apărător) Istvan Antal (apărător) Doru Moroșan (apărător) George Justinian (apărător) Doru Tureanu (înaintaș) Dumitru Axinte (înaintaș) Marian Costea (înaintaș) Constantin Nistor (înaintaș) Alexandru Hălăucă (înaintaș) Laszlo Solyom (înaintaș) Bela Nagy (înaintaș) Traian Cazacu (înaintaș) Adrian Olenici (înaintaș) Marian Pisaru (înaintaș) Zoltan Nagy (înaintaș) Ștefan Ionescu (antrenor) | 20 februarie 1980 | R.S. România - Norvegia                   | 3 - 3     | 8   |

Clasament grupa B
| Loc | Echipa                     | Meciuri jucate | Victorii | Egaluri | Înfrângeri | Goluri marcate | Goluri primite | Golaveraj | Puncte |
| --- | -------------------------- | -------------- | -------- | ------- | ---------- | -------------- | -------------- | --------- | ------ |
| 1.  | Suedia                     | 5              | 4        | 1       | 0          | 26             | 7              | +19       | 9      |
| 2.  | Statele Unite ale Americii | 5              | 4        | 1       | 0          | 25             | 10             | +15       | 9      |
| 3.  | Cehoslovacia               | 5              | 3        | 0       | 2          | 34             | 16             | +18       | 6      |
| 4.  | R.S. România               | 5              | 1        | 1       | 3          | 13             | 29             | -16       | 3      |
| 5.  | RFG                        | 5              | 1        | 0       | 4          | 21             | 30             | -9        | 2      |
| 6.  | Norvegia                   | 5              | 0        | 1       | 4          | 9              | 36             | -27       | 1      |

## Patinaj viteză
| Sportiv         | Probă       | Finala              | Finala |
| Sportiv         | Probă       | Timp                | Loc    |
| --------------- | ----------- | ------------------- | ------ |
| Vasile Coroș    | 500 m (m)   | 40,30 (+2,27)       | 27     |
| Vasile Coroș    | 1000 m (m)  | 1.21,89 (+6,71)     | 31     |
| Andrei Erdely   | 5000 m (m)  | 7.34,41 (+32,12)    | 22     |
| Andrei Erdely   | 10000 m (m) | 15.31,73 (+1.03,60) | 20     |
| Dezideriu Jenei | 500 m (m)   | 40,84 (+2,81)       | 30     |
| Dezideriu Jenei | 1000 m (m)  | 1.22,66 (+7,48)     | 33     |

## Sanie
| Sportiv                         | Probă      | Rezultat | Rezultat | Rezultat | Rezultat | Rezultat          | Rezultat |
| Sportiv                         | Probă      | Manșa 1  | Manșa 2  | Manșa 3  | Manșa 4  | Timp              | Loc      |
| ------------------------------- | ---------- | -------- | -------- | -------- | -------- | ----------------- | -------- |
| Elena Stan                      | Simplu (f) | 40,852   | 41,489   | 41,085   | 41,040   | 2.44,466 (+7,929) | 20       |
| Maria Maioru                    | Simplu (f) | 41,071   | 41,054   | 41,120   | 41,350   | 2.44,595 (+8,058) | 21       |
| Ioan Apostol Cristinel Piciorea | Dublu (m)  | 40,757   | 41,909   | -        | -        | 1.22,666 (+3,335) | 15       |